# Søflygade
Søflygade er en gade i Margretheholm i København, opkaldt efter de vandflyvemaskiner, der blev brugt på den tidligere Luftmarinestation ved Refshaleøen.

## Historie
Søflygade blev en del af den nye gadeplan, som også inkluderer navne som Flyhangargade og Luftmarinegade, der alle har relation til flyvningens historie i Danmark. Gaden blev navngivet i 2011 i takt med boligbyggeriet i området.